# Брёккель
Брёккель (нем. Bröckel) — община в Германии, в земле Нижняя Саксония.
Входит в состав района Целле. Подчиняется управлению Флотведель. Население составляет 1780 человек (на 31 декабря 2010 года). Занимает площадь 16,33 км².
Коммуна подразделяется на 2 сельских округа.
| Год  | Население |
| ---- | --------- |
| 1990 | 1291      |
| 1995 | 1460      |
| 2000 | 1768      |
| 2005 | 1847      |
| 2010 | 1781      |